# Marcin Stadnicki
Marcin Stadnicki herbu Szreniawa bez Krzyża (ur. ok. 1552, zm. przed 11 października 1628 roku), z Nowego Żmigrodu, kasztelan sanocki, ochmistrz dworu carowej Maryny Mniszchówny, dziedzic; Krzemienicy, klucza Jawornika Polskiego i Rymanowa, poseł na sejmy.
Był synem Stanisława Mateusza, bratem Stanisława Diabła Stadnickiego. Poseł na sejm 1585 roku z ziemi sanockiej. Z bratem Stanisławem wystąpił na sejmie warszawskim w lutym 1585 w obronie Zborowskich, znajdując się tam zapewne nie w charakterze posła. W czasie kolejnej elekcji stanął po stronie Maksymiliana Habsburga. Brał udział w oblężeniu Krakowa w listopadzie 1587 udział w walkach nie zaszkodził Stadnickiemu objęto go amnestią i jako poseł pojawiał się na kolejnych sejmach w latach 1589, 1590, 1592 i 1593 reprezentując ziemię sanocką. 25 czerwca 1590 uczestniczył w obradach sejmiku województwa krakowskiego w Proszowicach. Mandat poselski uzyskał na sejmy w latach 1597, 1598, 1603 i 1605 uczestniczył w nich jednak mało aktywnie. Wychowany w kalwinizmie przeszedł ok. 1585 na katolicyzm i ze swoich dóbr wypędził pastorów, oddając zbory katolikom. Jako krewny Mniszchów szybko stał się jednym z protektorów Dymitra Samozwańca działalność Syadnickiego na rzecz Samozwańca nabrała rozgłosu, gdy zaczął pełnić obowiązki ochmistrza dworu Maryny Mniszchówny. Udział w dymitriadzie nie zaszkodził mu w dalszej karierze Stadnicki awansował na kasztelanię sanocką. Z tytułem tym pojawił się po raz pierwszy na sejmiku wiszeńskim 14 września 1609. Brał udział jako poseł w sejmach 1611, 1613, 1615, 1617 i 1619 na tym ostatnim został powołany do rezydowania na dworze królewskim. Na sejmie 1616 roku i sejmie 1620 roku. wyznaczony z Senatu do lustracji m.in. dóbr stołowych Rusi i Wołynia. Po raz ostatni pojawił się na sejmie 1625. Jako jedyny z braci utrzymywał stosunki ze Stanisławem Diabłem łancuckim, który w 1605, spisując testament, wyznaczył go jednym z opiekunów swoich synów. Po śmierci „Diabła” w 1610, udzielił opieki wdowie przejął opiekę nad jego dziećmi – Zygmuntem, Stanisławem i Władysławem. Z tego powodu miał potem wiele nieprzyjemności, gdyż wdowa namówiła synów do ucieczki spod opieki stryja, a bratankowie oskarżyli go o niewłaściwe zarządzanie ich majątkiem.
W skład klucza dóbr, które posiadał Marcin wchodził między innymi Jawornik Polski z wsiami: Kosztowa, Huta Kosztowska, Laskówka i Hadle.
Ufundował nową parafię w Jaworniku Polskim w roku 1587. W 1595 r. – Marcin Stadnicki, kupił od Zbigniewa Sienieńskiego Rymanów. Gruntownie wyremontował on kościół w Rymanowie. Można przypuszczać, że rozbudował także fortalicjum. Dokładna data śmierci Stadnickiego nie jest znana, nominację na kasztelanię sanocką otrzymał 11 października 1628 Andrzej Boguski. Po jego śmierci, żona Magdalena na swą siedzibę wybrała Rymanów. Stadnicki był dwukrotnie żonaty z pierwszą żoną Anną z Komarnickich miał dwóch synów Stanisława i Jana Jerzego, którzy zmarli przed ojcem. Z drugą żoną Magdaleną z Białobrzeskich córkę Mariannę (zm. 1629). Wraz z ręką Marianny klucz Jawornik Polski z pięcioma wsiami przejął Michał Zebrzydowski – miecznik koronny i wojewoda krakowski.